# Ачимович, Тихомир Михайлович
Тихомир Михайлович Ачимович (25 мая 1926 — 24 декабря 1978) — югославский, сербский писатель.

## Биография
Тихомир Ачимович (Аћимовић Тихомир) родился в крестьянской семье в селе Рогача, расположенной у подножья горы Космай (Космаj). После окончания начальной школы занимался земледелием, овцеводством. С июля 1941 года — боец-пулеметчик партизанского отряда в Сербии, затем занимался подпольной работой. В боях был трижды ранен. Отмечен боевыми наградами.
С 1946 года жил в СССР; правительство И. Тито в 1948 году объявило его вне закона и заочно приговорило к смертной казни. Ачимович не был реабилитирован на родине до конца жизни. В 1946—1949 годах учился в военном пехотном училище в Одессе. В 1964 году окончил Литературный институт имени А. М. Горького в Москве. До 1966 года служил в Советской армии, получил звание майора запаса. Отмечен советскими правительственными наградами. Был членом КПСС. Член Союза Писателей СССР.
С первыми рассказами и очерками выступил в 1945 году. В Советском Союзе печатался с 1951 года. Тема произведений — героизм партизан и подпольщиков Народно-освободительной войны 1941—1945 годов в Югославии, боевое содружество югославских и советских воинов. Писал на сербском языке, но в оригинале его произведения не печатались, они были переведены с рукописей. Отдельными изданиями в переводе на русский язык вышел роман «Космаец» (1964). Затем были опубликованы на русском языке повести «Дом без адреса» (1968) и «Штык и роза» (1970), роман «Выстрел» (1974), повесть «В тени ущелья» (1977). Уже после смерти из печати вышли сборник «Листопад» (1979) и роман «Чужие дети» (1979). Отдельные произведения Ачимовича на украинский язык перевёл В. Осьмак. 
Похоронен на Втором одесском кладбище рядом с женой Галиной Всеволодовной Ачимович (1924—1997).